# Subaru Exiga
Pour les articles homonymes, voir Exiga.
La Subaru Exiga est un monospace à 7 places de Subaru lancée en juin 2008 et produite à Ōta au Japon.

## Caractéristiques
Ce modèle Subaru empiète un peu sur différents segments du marché et vise une clientèle pouvant être intéressée par un 4x4 ou un monospace. L'Exiga est donc un crossover, même s'il se range plus facilement dans une catégorie précise, celle des breaks, qu'un Nissan Qashqai.

## Carrière

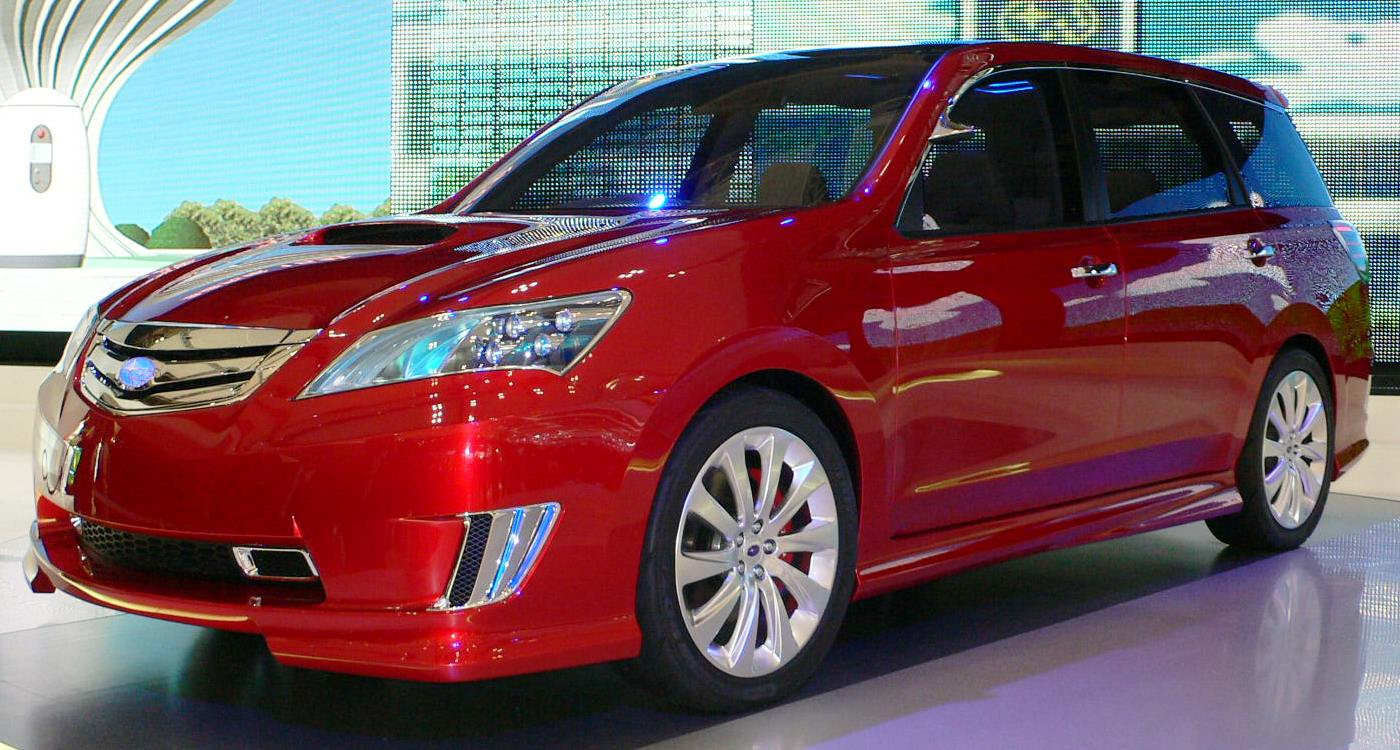
La Subaru Exiga Concept

Subaru a lancé ce modèle au Japon en juin 2008 et n'a pas prévu sa commercialisation en Europe.
Sa carrière est des plus discrètes sur le marché japonais, avec seulement 9 710 ventes en 2008, sur une demi-année, et à peine mieux en 2009 (9 881 ventes) pourtant cette fois sur une année pleine.

## Moteur
Le moteur de l'Exiga est un boxer 4 cylindres (H4) de 2 litres à essence, de 148 ch en atmosphérique ou 225 ch en turbo.